# نادین نجیم
نادین نجیم (عربی: نادين ويلسون نجيم؛ زادهٔ ۸ فوریهٔ ۱۹۸۸) هنرپیشه، مجری تلویزیون و مدیر تجارت بین‌الملل اهل لبنان است.